# Fryderyk za album roku recital solowy
Fryderyk za album roku recital solowy – polska nagroda muzyczna Fryderyk, przyznawana corocznie od roku 1996 w sekcji muzyki klasycznej w kategorii album roku recital solowy. Honoruje wykonawców za album z recitalem solowym. Fryderyki są przyznawane od 1995 przez Związek Producentów Audio-Video (ZPAV) za osiągnięcia w rodzimym przemyśle muzycznym. Od 2000 za wyłanianie nominowanych, a następnie laureatów odpowiedzialna jest powołana przez ZPAV Akademia Fonograficzna.
Kategoria została wprowadzona podczas drugiej edycji, Fryderyków 1995. Nazywała się:
- album roku muzyka solistyczna w edycji 1995,
- płyta roku muzyka solowa w edycji 1996,
- muzyka solowa w edycjach od 1997 do 2000,
- album roku muzyka solowa w edycjach od 2001 do 2010,
- album roku recital solowy w edycjach od 2011.

Najwięcej nominacji w kategorii (po 6) otrzymali Janusz Olejniczak i Marcin Łukaszewski. Najwięcej nagród (4) zdobył Rafał Blechacz. Po 2 nagrody wygrali Janusz Olejniczak, Janusz Wawrowski, Marcin Łukaszewski i Piotr Anderszewski.

## Laureaci i nominowani

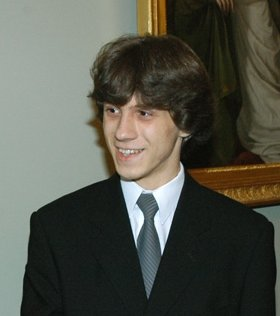
Rafał Blechacz, rekordowy czterokrotny laureat (w 2005, 2008, 2009 i 2024), pięciokrotnie nominowany

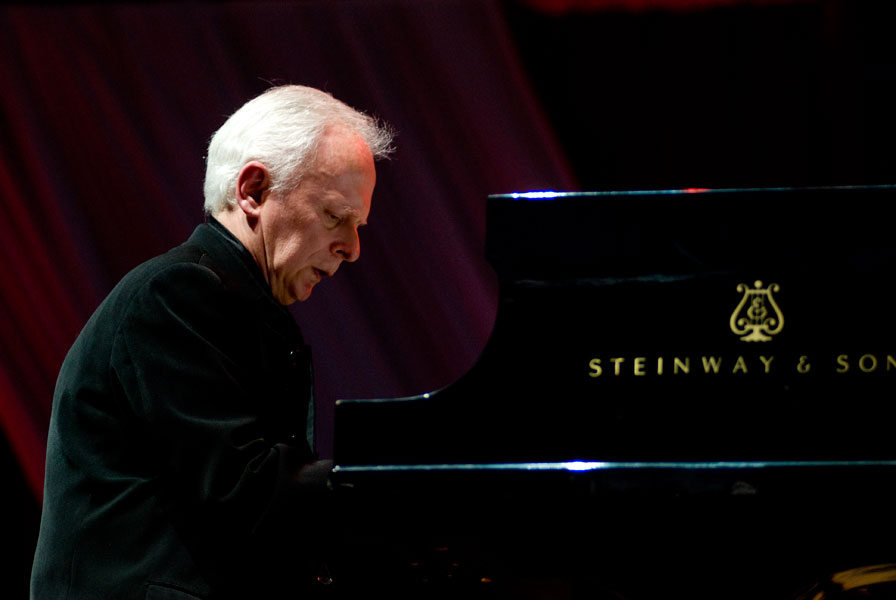
Janusz Olejniczak, dwukrotny laureat (w 1995 i 2002), rekordowo sześciokrotnie nominowany

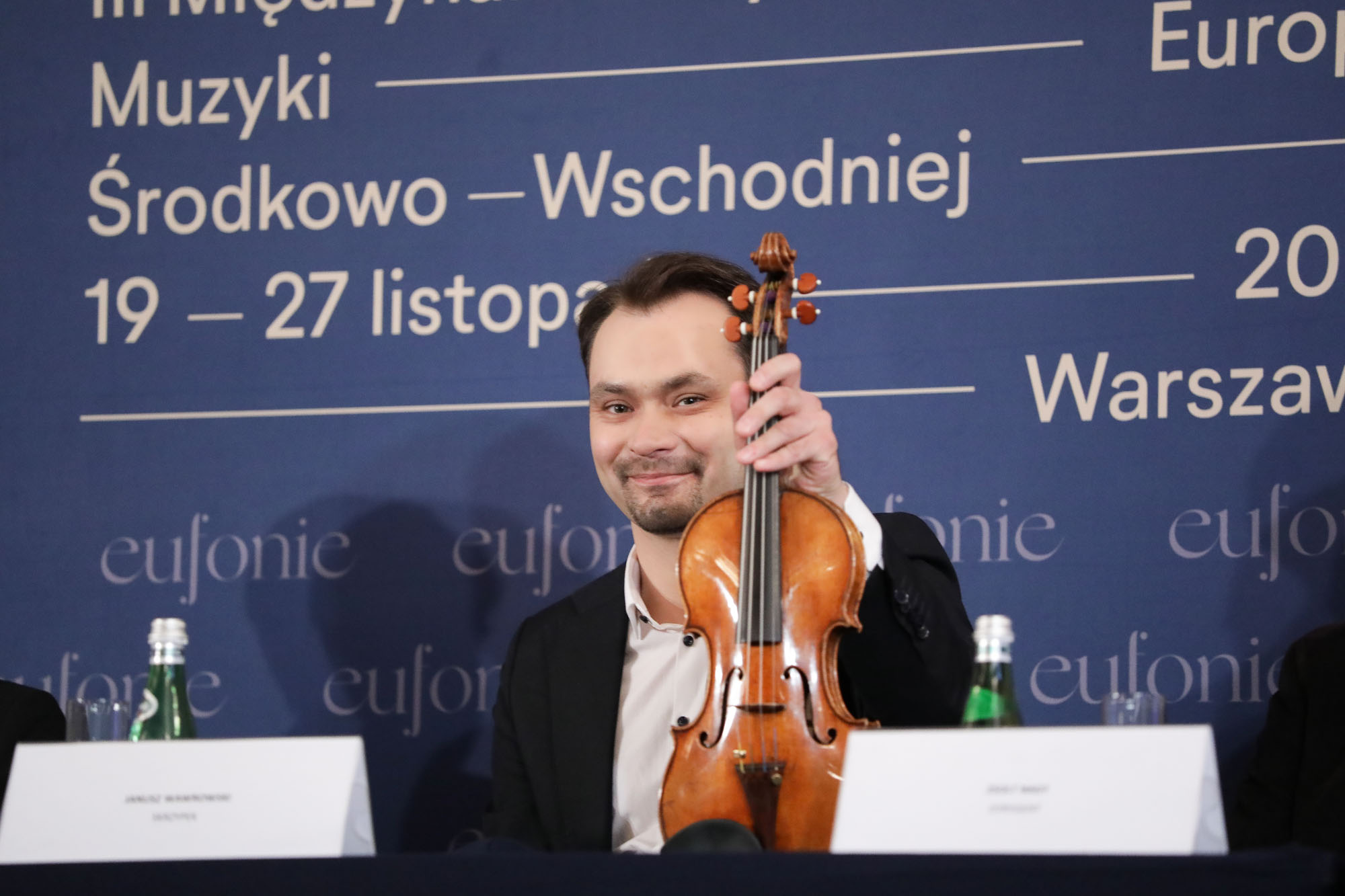
Janusz Wawrowski, dwukrotny laureat (w 2017 i 2019), trzykrotnie nominowany

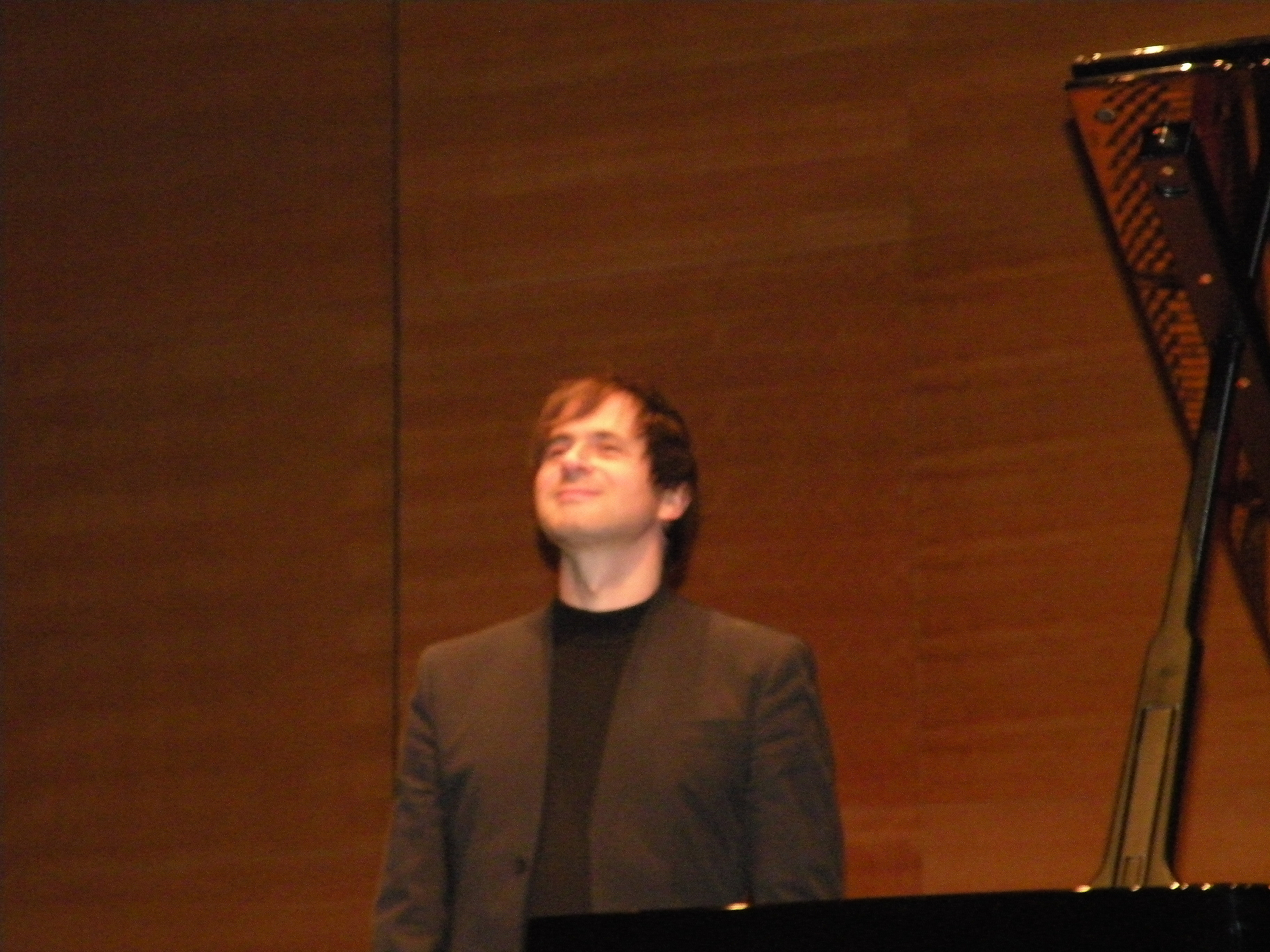
Piotr Anderszewski, dwukrotny laureat (w 1996 i 2011), trzykrotnie nominowany

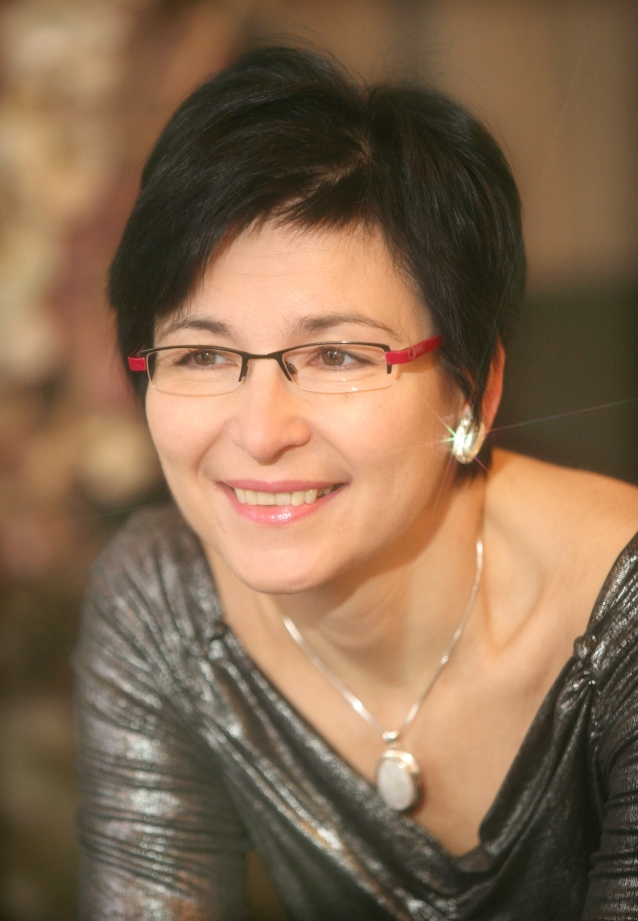
Joanna Domańska, pięciokrotnie nominowana

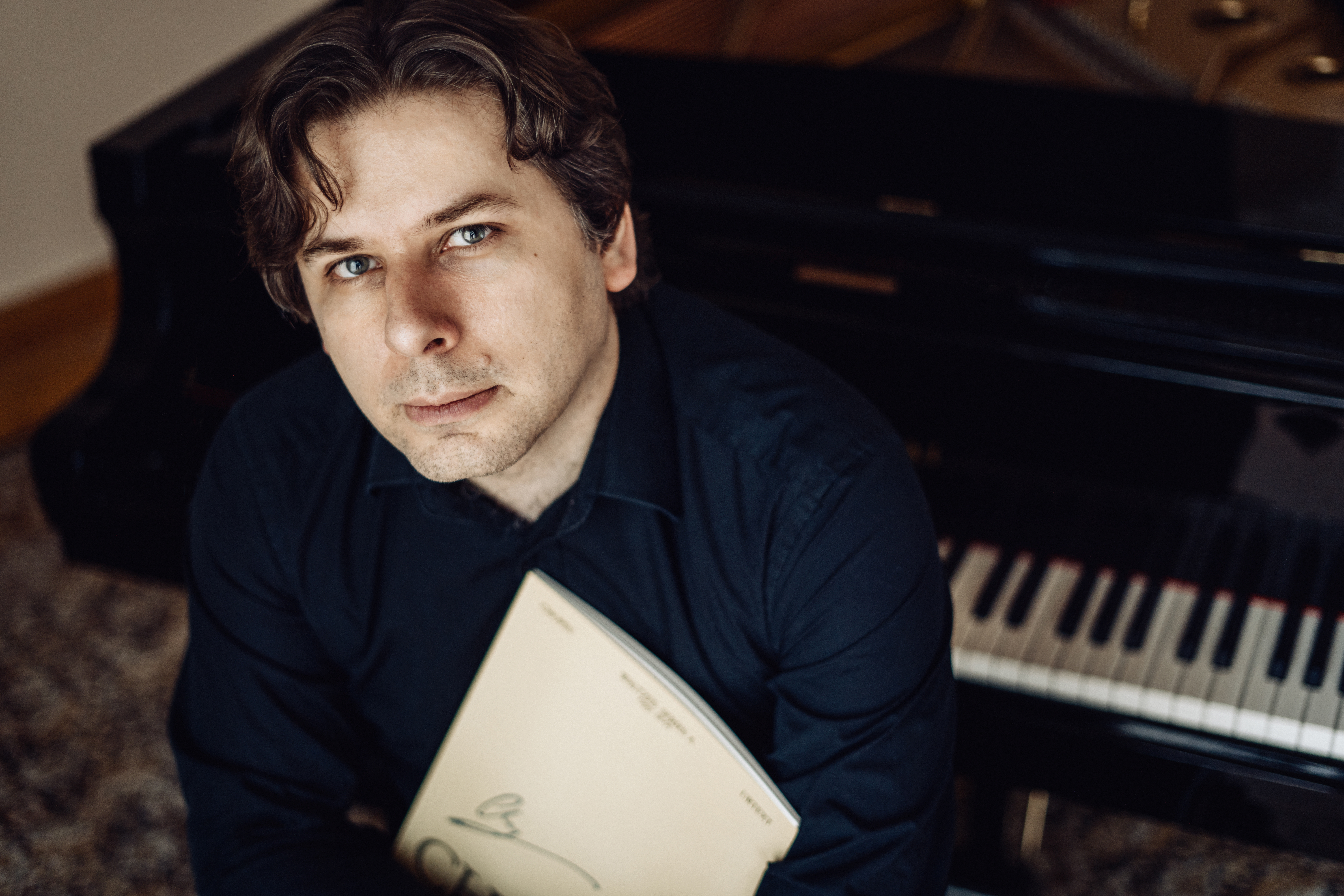
Marek Szlezer, czterokrotnie nominowany

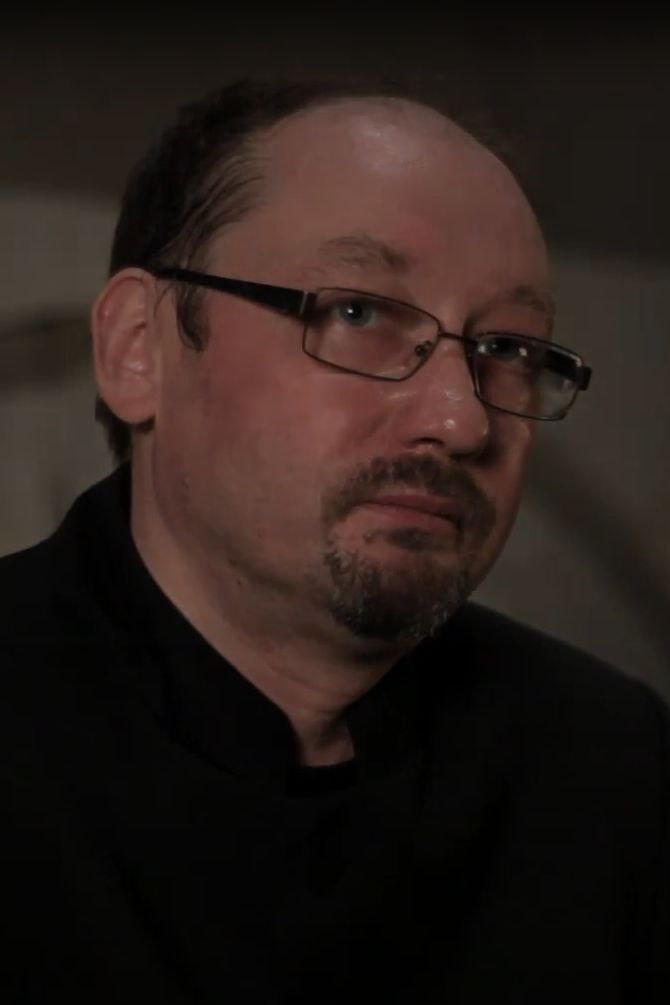
Wojciech Świtała, laureat w 2002, trzykrotnie nominowany

Kolor złoty oznacza nagrodzony album i laureatów.
| Rok          | Album | Nominowani | Źr.    |
| ------------ | --- | --- | ------ |
| 1995         | Fryderyk Chopin                                                                                          | Janusz Olejniczak | [ 3 ]  |
| 1995         | Fryderyk Chopin – 24 Preludia op.28                                                                      | Kevin Kenner | [ 3 ]  |
| 1995         | Fryderyk Chopin. Z wielkiej tradycji pianistyki polskiej. Dzieła wszystkie                               | — | [ 3 ]  |
| 1995         | Karol Szymanowski. Masques. Three Poems For Piano, op.34, Twenty Mazurkas, op.50                         | Joanna Domańska | [ 3 ]  |
| 1995         | Wolfgang Amadeus Mozart                                                                                  | Fu Cong | [ 3 ]  |
| 1996         | Piano (Bach, Beethoven, Webern)                                                                          | Piotr Anderszewski | [ 4 ]  |
| 1996         | Chopin recital                                                                                           | Zbigniew Raubo | [ 4 ]  |
| 1996         | Robert Schumann                                                                                          | Wojciech Świtała | [ 4 ]  |
| 1996         | Organy kościoła św. Anny w Warszawie                                                                     | Joachim Grubich | [ 4 ]  |
| 1996         | Utwory fortepianowe K. Szymanowskiego                                                                    | Joanna Domańska | [ 4 ]  |
| 1997         | Pieśni kurpiowskie – Karol Szymanowski                                                                   | — | [ 5 ]  |
| 1997         | Aby przetrwać melancholię – Johann Jakob Froberger                                                       | — | [ 5 ]  |
| 1997         | Arie z oper Verdiego i Leoncavalla                                                                       | — | [ 5 ]  |
| 1997         | Organy Katedry w Oliwie                                                                                  | — | [ 5 ]  |
| 1997         | Pieśni Sefardyjskie                                                                                      | Jadwiga Teresa Stępień | [ 5 ]  |
| 1998         | Wszystkie utwory fortepianowe                                                                            | — | [ 6 ]  |
| 1998         | Bach – Mozart – Beethoven: Koncerty fortepianowe                                                         | — | [ 6 ]  |
| 1998         | Chopin vol.3 – Polonezy                                                                                  | — | [ 6 ]  |
| 1998         | Chopin vol.4 – Scherza, Wariacje, Berceuse                                                               | — | [ 6 ]  |
| 1998         | Słynne kaprysy                                                                                           | — | [ 6 ]  |
| 1999         | Jan Sebastian Bach – Das Wohltemperierte Klavier                                                         | Urszula Bartkiewicz – klawesyn | [ 7 ]  |
| 1999         | Franciszek Lessel – Piano works                                                                          | Marcin Łukaszewski – fortepian | [ 7 ]  |
| 1999         | Modest Musorgski – Obrazki z wystawy                                                                     | Andrzej Chorosiński – organy | [ 7 ]  |
| 1999         | My First Gift – Recital 12-letniego pianisty                                                             | Stanisław Drzewiecki – fortepian | [ 7 ]  |
| 1999         | Polska muzyka organowa w archikatedrze warszawskiej                                                      | Jan Szypowski – organy, Zespół Solistów Orkiestr Wojska Polskiego (dyrygent: Grzegorz Mielimąka) | [ 7 ]  |
| 2000         | Jan Sebastian Bach – Cello Suites                                                                        | Andrzej Bauer | [ 8 ]  |
| 2000         | Jan Tarasiewicz – Chamber and Vocal Works                                                                | Irina Shumilina, Victor Scorobogatov, Anna Korzenevskaya, Tatyana Tsybulskaya, Igor Olovnikov | [ 8 ]  |
| 2000         | Kronika XIV Międzynarodowego Konkursu Pianistycznego im. Fryderyka Chopina                               | uczestnicy XIV Międzynarodowego Konkursu Pianistycznego im. Fryderyka Chopina | [ 8 ]  |
| 2000         | Le Streghe                                                                                               | Katarzyna Duda – skrzypce, Waldemar Malicki – fortepian | [ 8 ]  |
| 2000         | Modlitwa na koniec wieku                                                                                 | Julian Gembalski – organy | [ 8 ]  |
| 2001         | Nagrania Ignacego Jana Paderewskiego na rolkach Welte-Mignon                                             | Ignacy Jan Paderewski | [ 9 ]  |
| 2001         | Henryk Wieniawski – Utwory na skrzypce solo, dwoje skrzypiec oraz skrzypce z fortepianem                 | Konstanty Andrzej Kulka, Piotr Pławner, Bartłomiej Nizioł, Daniel Stabrawa – skrzypce, Elżbieta Stabrawa, Andrzej Tatarski – fortepian; Wojciech Nentwig – organizator projektu                                                                         | [ 9 ]  |
| 2001         | Ignacy Jan Paderewski – Utwory fortepianowe – solowe i na cztery ręce                                    | Duo Granat (Waldemar Malicki – fortepian, Tamara Granat – fortepian) | [ 9 ]  |
| 2001         | Kronika XII Konkursu Skrzypcowego im. Henryka Wieniawskiego                                              | laureaci i uczestnicy XII Konkursu Skrzypcowego im. H. Wieniawskiego, m.in. Alena Bajewa, Soojin Han, Roman Simović | [ 9 ]  |
| 2001         | Marian Sawa – Organ Music II                                                                             | Marietta Kruzel-Sosnowska | [ 9 ]  |
| 2002 (remis) | Fryderyk Chopin – Wydanie Narodowe – 12 voluminów                                                        | Ewa Pobłocka, Janusz Olejniczak, Piotr Paleczny, Krzysztof Jabłoński, Wojciech Świtała – fortepian, Sinfonia Varsovia (dyrygenci: Jerzy Maksymiuk, Jacek Kaspszyk)                                                                                      | [ 10 ] |
| 2002 (remis) | Piotr Perkowski – Piano Works                                                                            | Marcin Tadeusz Łukaszewski – fortepian | [ 10 ] |
| 2002 (remis) | Liszt, Schumann – Romantic Piano Recital                                                                 | Stanisław Drzewiecki – fortepian | [ 10 ] |
| 2002 (remis) | The Pianist – muzyka z filmu                                                                             | Janusz Olejniczak – fortepian | [ 10 ] |
| 2002 (remis) | Skriabin, Prokofiew, Rachmaninow                                                                         | Wojciech Kocyan – fortepian | [ 10 ] |
| 2003         | Witold Małcużyński Plays Bach-Busoni, Brahms, Franck                                                     | Witold Małcużyński – fortepian | [ 11 ] |
| 2003         | Andrzej Chorosiński – organy fromborskie                                                                 | Andrzej Chorosiński – organy | [ 11 ] |
| 2003         | Kuba Jakowicz – recital skrzypcowy                                                                       | Kuba Jakowicz – skrzypce, Bartosz Bednarczyk – fortepian | [ 11 ] |
| 2003         | Preludia C. Debussy’ego                                                                                  | Wojciech Świtała – fortepian | [ 11 ] |
| 2003         | Sergey Rachmaninov – Piano Works                                                                         | Beata Bilińska – fortepian | [ 11 ] |
| 2004         | Wieczór organowy w Filharmonii Lubelskiej                                                                | Joachim Grubich – organy | [ 12 ] |
| 2004         | Dialog                                                                                                   | Maciej Grzybowski – fortepian | [ 12 ] |
| 2004         | Emilian Madey (seria: Portret)                                                                           | Emilian Madey – fortepian | [ 12 ] |
| 2005         | XV Międzynarodowy Konkurs Pianistyczny im. F. Chopina / Kronika Konkursu 2005 vol. 6                     | Rafał Blechacz – fortepian | [ 13 ] |
| 2005         | Chopin: Complete Mazurkas                                                                                | Tatiana Szebanowa – fortepian | [ 13 ] |
| 2005         | Rachmaninow, Prokofiew, Serocki: Sonaty                                                                  | Bogdan Czapiewski – fortepian | [ 13 ] |
| 2005         | Szymanowski – Piano Sonata No. 3 Metopes Masques                                                         | Piotr Anderszewski – fortepian | [ 13 ] |
| 2005         | Wielkie toccaty organowe                                                                                 | Piotr Rojek – organy | [ 13 ] |
| 2006         | XIII Międzynarodowy Konkurs Skrzypcowy im. Henryka Wieniawskiego – Kronika Konkursu Vol. 12              | Agata Szymczewska – skrzypce, Marcin Sikorski – fortepian | [ 14 ] |
| 2006         | XIII Międzynarodowy Konkurs Skrzypcowy im. Henryka Wieniawskiego – Kronika Konkursu Vol. 7               | Anna Maria Staśkiewicz | [ 14 ] |
| 2006         | Wielkie Organy Archikatedry w Gdańsku Oliwie                                                             | Roman Perucki, Hanna Dys, Gedymin Grubba, Stanisław Kwiatkowski, Błażej Musiałczyk, Katarzyna Olszewska | [ 14 ] |
| 2008         | Chopin – Preludia                                                                                        | Rafał Blechacz – fortepian | [ 15 ] |
| 2008         | Chopin – Polonezy B SACD & CD. Wydanie Narodowe. Seria B. Vol. 1                                         | Janusz Olejniczak – fortepian | [ 15 ] |
| 2008         | New Polish Music                                                                                         | Paweł Gusnar – saksofon, Jan Bartłomiej Bokszczanin – organy, Jan Bartłomiej Bokszczanin – dyrygent/kierownik artystyczny | [ 15 ] |
| 2008         | Paganini, Niccolo – 24 kaprysy                                                                           | Janusz Wawrowski – skrzypce | [ 15 ] |
| 2008         | Szymanowski, Karol – Fantazja C-dur op. 14, Maski op. 34, Harnasie op. 55                                | Joanna Domańska – fortepian, Andrzej Tatarski – fortepian | [ 15 ] |
| 2009         | Haydn, Beethoven, Mozart                                                                                 | Rafał Blechacz | [ 16 ] |
| 2009         | Fryderyk Chopin                                                                                          | Janusz Olejniczak – fortepian | [ 16 ] |
| 2009         | Fryderyk Chopin: Polonezy                                                                                | Barbara Hesse-Bukowska | [ 16 ] |
| 2009         | Karol Szymanowski: Utwory na fortepian                                                                   | Joanna Domańska – fortepian | [ 16 ] |
| 2009         | Polish Music                                                                                             | Łukasz Kuropaczewski | [ 16 ] |
| 2010         | 6 sonat na skrzypce solo Op.27 Eugène Ysaÿe                                                              | Bartłomiej Nizioł – skrzypce | [ 17 ] |
| 2010         | Chopin: Complete solo piano works in opus order                                                          | Tatiana Szebanowa – fortepian | [ 17 ] |
| 2010         | Live DVD Wawel o zmierzchu                                                                               | Marcin Dylla – gitara klasyczna | [ 17 ] |
| 2010         | Polska Muzyka Klawesynowa vol. I                                                                         | Urszula Bartkiewicz | [ 17 ] |
| 2010         | Zabytkowe organy w Kościele Ewangelicko-Reformowanym w Warszawie                                         | Michał Markuszewski – organy | [ 17 ] |
| 2011         | Schumann – Piano Works                                                                                   | Piotr Anderszewski – fortepian | [ 18 ] |
| 2011         | Fryderyk Chopin International Chopin Piano Competition – Zwycięzcy/The Winners                           | Lew Oborin, Alexander Uninsky, Yakov Zak, Halina Czerny-Stefańska, Adam Harasiewicz, Maurizio Pollini, Martha Argerich, Garrick Ohlsson, Krystian Zimerman, Đặng Thái Sơn, Kevin Kenner, Philippe Giusiano, Aleksiej Sułtanow, Li Yundi, Rafał Blechacz | [ 18 ] |
| 2011         | Iwona Hossa with Krzysztof Meisinger sings Karłowicz and Faure                                           | Iwona Hossa – sopran, Krzysztof Meisinger – gitara klasyczna | [ 18 ] |
| 2011         | Stanisław Moniuszko – ze „Śpiewników Domowych”. Pieśni                                                   | Jadwiga Rappé – alt, Maja Nosowska – fortepian | [ 18 ] |
| 2011         | Ysaÿe Impressions                                                                                        | Wojciech Koprowski – skrzypce | [ 18 ] |
| 2012         | Olivier Messiaen – Vingt Regards sur l’Enfant-Jésus                                                      | Eugeniusz Knapik (fortepian) | [ 19 ] |
| 2012         | Jerzy Godziszewski gra Chopina                                                                           | Jerzy Godziszewski (fortepian) | [ 19 ] |
| 2012         | Przedklasyczne koncerty obojowe                                                                          | Tytus Wojnowicz (obój) | [ 19 ] |
| 2012         | Roman Maciejewski – Complete Piano Mazurkas                                                              | Anna Brożek (fortepian) | [ 19 ] |
| 2012         | Stravinsky – Le Sacre du Printemps                                                                       | Marek Tomaszewski (fortepian) | [ 19 ] |
| 2013         | Kazimierz Gierżod plays Chopin                                                                           | Kazimierz Gierżod | [ 21 ] |
| 2013         | Karol Szymanowski – Sonaty Fortepianowe                                                                  | Gajusz Kęska | [ 21 ] |
| 2013         | Modest Mussorgsky – Pictures at an Exhibition; Sergey Prokofiev – Romeo and Juliet: Ten Pieces for Piano | Beata Bilińska | [ 21 ] |
| 2013         | Nocturnal                                                                                                | Łukasz Kuropaczewski, Orkiestra Kameralna Polskiego Radia Amadeus, Łukasz Kuropaczewski – dyrygent/kierownik artystyczny | [ 21 ] |
| 2013         | Rachmaninov Scriabin Prokofiev                                                                           | Konrad Skolarski | [ 21 ] |
| 2014         | Viola Recital                                                                                            | Katarzyna Budnik-Gałązka | [ 22 ] |
| 2014         | Legenda                                                                                                  | Piotr Janowski | [ 22 ] |
| 2014         | Lutosławski: Pieśni i kolędy                                                                             | Anna Radziejewska | [ 22 ] |
| 2014         | Polska liryka wokalna                                                                                    | Grzegorz Piotr Kołodziej i Filharmonia Kameralna im. Witolda Lutosławskiego w Łomży (dyrekcja: Jan Miłosz Zarzycki) | [ 22 ] |
| 2014         | Wielcy wykonawcy                                                                                         | Elżbieta Towarnicka | [ 22 ] |
| 2015         | Nagrania archiwalne z lat 1974–2007                                                                      | Kaja Danczowska – skrzypce | [ 23 ] |
| 2015         | Ad maiorem Dei gloriam – Organy Śląska Opolskiego                                                        | Michał Markuszewski – organy | [ 23 ] |
| 2015         | Ars Organi Poloniae. Kazimierz Dolny                                                                     | Julian Gembalski – organy | [ 23 ] |
| 2015         | Bach, Gubajdulina, Franck, Penderecki, Tuchowski: Utwory na akordeon solo                                | Maciej Frąckiewicz – akordeon | [ 23 ] |
| 2015         | Eugeniusz Morawski – Pieśni                                                                              | Agnieszka Rehlis – mezzosopran i Tadeusz Domanowski – fortepian | [ 23 ] |
| 2016         | Chopin, Szymanowski, Mykietyn                                                                            | Szymon Nehring (fortepian) | [ 24 ] |
| 2016         | Chopin & Liszt in Warsaw                                                                                 | Ingolf Wunder (fortepian), Orkiestra Symfoniczna Filharmonii Narodowej w Warszawie (dyrekcja: Jacek Kaspszyk) | [ 24 ] |
| 2016         | Kazimierz Serocki: Pianophonie                                                                           | Szabolcs Esztényi, Jerzy Witkowski, Orkiestra Polskiego Radia i Telewizji w Krakowie (dyrekcja: Stanisław Wisłocki) | [ 24 ] |
| 2016         | Krzysztof Meyer: Piano Works vol. 2                                                                      | Marek Szlezer (fortepian) | [ 24 ] |
| 2016         | Wybitne utwory fletowe kompozytorów śląskich XX wieku                                                    | Grzegorz Olkiewicz (flet) oraz Maciej Paderewski, Orkiestra Kameralna Filharmonii Śląskiej, Mirosław Makowski, Eugeniusz Knapik, Teresa Baczewska, Orkiestra Kameralna Polskiego Radia Amadeus, Jan Wincenty Hawel (dyrekcja: Agnieszka Duczmal)        | [ 24 ] |
| 2017         | Sequenza                                                                                                 | Janusz Wawrowski (skrzypce) | [ 25 ] |
| 2017         | Dissociative Counterpoint Disorder                                                                       | Małgorzata Sarbak (klawesyn) | [ 25 ] |
| 2017         | Le Clavecin Moderne                                                                                      | Alina Ratkowska (klawesyn) | [ 25 ] |
| 2017         | Tonisteon                                                                                                | Leszek Lorent (perkusja) | [ 25 ] |
| 2017         | Works for Violin Solo                                                                                    | Aleksandra Kuls (skrzypce) | [ 25 ] |
| 2018         | Already It Is Dusk                                                                                       | Dariusz Przybylski – organy Hammonda | [ 26 ] |
| 2018         | Chopin Romantycznie                                                                                      | Janusz Olejniczak, Jerzy Godziszewski, Ewa Pobłocka, Marek Drewnowski, Lidia Grychtołówna, Ryszard Bakst, Piotr Paleczny, Natalija Gawriłowa, Władysław Kędra – fortepian                                                                               | [ 26 ] |
| 2018         | Juliusz Zarębski: Complete Piano Works in Opus Order                                                     | Piotr Sałajczyk, Maria Szwajger-Kułakowska – fortepian | [ 26 ] |
| 2018         | Piano Etudes                                                                                             | Marcin Tadeusz Łukaszewski – fortepian | [ 26 ] |
| 2018         | Tomasz Sikorski: Twilight                                                                                | Szabolcs Esztényi – fortepian i Orkiestra Symfoniczna Filharmonii Narodowej (dyrekcja: Zsolt Nagy) | [ 26 ] |
| 2019         | Hidden Violin                                                                                            | Janusz Wawrowski (skrzypce), José Gallardo (fortepian) | [ 27 ] |
| 2019         | Chopin – konkurs, życie                                                                                  | Elżbieta Tarnawska (fortepian) | [ 27 ] |
| 2019         | Invention                                                                                                | Aleksander Dębicz (fortepian) | [ 27 ] |
| 2019         | Paderewski: Utwory fortepianowe                                                                          | Radosław Sobczak (fortepian) | [ 27 ] |
| 2019         | Szymanowski – Muzyka fortepianowa                                                                        | Marek Szlezer (fortepian) | [ 27 ] |
| 2020         | Apparition                                                                                               | Agata Zubel (sopran), Krzysztof Książek (fortepian) | [ 28 ] |
| 2020         | Franz Xaver Wolfgang Mozart – Rondos, Sonata, Polonaises, Variations                                     | Katarzyna Drogosz (fortepiano) | [ 28 ] |
| 2020         | Jan Ladislav Dussek: Piano Works                                                                         | Marek Toporowski (fortepian) | [ 28 ] |
| 2020         | Marcin Tadeusz Łukaszewski: Piano Etudes                                                                 | Radosław Sobczak (fortepian) | [ 28 ] |
| 2020         | Polish Love Story                                                                                        | Szymon Komasa (baryton), Oskar Jezior (fortepian) | [ 28 ] |
| 2020         | The Legendary Wawel Castle Recital Kraków / Cracow, 1959                                                 | Witold Małcużyński (fortepian) | [ 28 ] |
| 2021         | Complete Solo Piano Works                                                                                | Marcin Łukaszewski (fortepian) | [ 29 ] |
| 2021         | Fughetta.                                                                                                | Michał Nagy (gitara) | [ 29 ] |
| 2021         | Piano Works vol. 2                                                                                       | Joanna Domańska (fortepian) | [ 29 ] |
| 2021         | Pieśni nocą śpiewane                                                                                     | Agnieszka Rehlis (mezzosopran) i Krzysztof Meisinger (gitara) | [ 29 ] |
| 2021         | Songs&Sonnets                                                                                            | Tomasz Konieczny (bas-baryton) i Lech Napierała (fortepian) | [ 29 ] |
| 2022         | BWV – Bach – Cello Suites 1-6                                                                            | Karol Marianowski | [ 30 ] |
| 2022         | Contemporary Carillon                                                                                    | Monika Kaźmierczak | [ 30 ] |
| 2022         | Ernst Köhler: Organy Kościoła Pokoju w Jaworze                                                           | Marek Toporowski | [ 30 ] |
| 2022         | Karol Szymanowski: Muzyka fortepianowa                                                                   | Marek Szlezer | [ 30 ] |
| 2022         | Zolotaryov, Repnikov, Nagayev – Rosyjskie sonaty akordeonowe XX wieku                                    | Klaudiusz Baran | [ 30 ] |
| 2023 (remis) | Monologue – Polskie utwory na wiolonczelę solo                                                           | Tomasz Daroch | [ 31 ] |
| 2023 (remis) | Pierre Rode: 24 Caprices for Solo Violin                                                                 | Roksana Kwaśnikowska | [ 31 ] |
| 2023 (remis) | Anna Górecka Plays Henryk Mikołaj Górecki                                                                | Anna Górecka | [ 31 ] |
| 2023 (remis) | Georg Philipp Telemann – 12 Fantasias for Solo Violin                                                    | Małgorzata Malke | [ 31 ] |
| 2023 (remis) | Weinberg Piano Sonatas 1–3                                                                               | Piotr Sałajczyk | [ 31 ] |
| 2024         | Chopin                                                                                                   | Rafał Blechacz (fortepian) | [ 32 ] |
| 2024         | Marian Borkowski – Complete Works for Solo Piano                                                         | Marcin Tadeusz Łukaszewski (fortepian) | [ 32 ] |
| 2024         | Marian Borkowski – Complete Works for Solo Piano                                                         | Marek Szlezer (fortepian) | [ 32 ] |
| 2024         | Paweł Łukaszewski – Musica Profana 3 – Nokturny                                                          | Marcin Tadeusz Łukaszewski (fortepian) | [ 32 ] |
| 2024         | Juliusz Zarębski – Dzieła wszystkie vol. 5 – Utwory nieopusowane                                         | Piotr Sałajczyk (fortepian), Joanna Freszel (sopran) i Grzegorz Biegas (fortepian) | [ 32 ] |
| 2025         | Jan Sebastian Bach: Goldberg Variations                                                                  | Tymoteusz Bies (fortepian) | [ 33 ] |
| 2025         | Bach Romantique                                                                                          | Zbigniew Pilch (skrzypce) | [ 33 ] |
| 2025         | Józef Deszczyński: Piano Works (selection)                                                               | Joanna Ławrynowicz-Just (fortepian) | [ 33 ] |
| 2025         | Liszt: Transcendental Etudes                                                                             | Radosław Sobczak (fortepian) | [ 33 ] |
| 2025         | Ludomir Różycki: 5 Preludes op. 2, 4 Intemezzi op. 42, OP. Sonata in A Minor op. 10                      | Olga Anikiej (fortepian), Kamil Łomasko (kontrabas) | [ 33 ] |
| 2025         | Magin, Wajnberg, Łukaszewski, Wachowski: Hevel                                                           | Jan Wachowski (fortepian) | [ 33 ] |

## Statystyki
| Liczba | Osoba/zespół       | Lata                   |
| ------ | ------------------ | ---------------------- |
| 4      | Rafał Blechacz     | 2005, 2008, 2009, 2024 |
| 2      | Janusz Olejniczak  | 1995, 2002             |
| 2      | Janusz Wawrowski   | 2017, 2019             |
| 2      | Marcin Łukaszewski | 2002, 2021             |
| 2      | Piotr Anderszewski | 1996, 2011             |

| Liczba | Osoba/zespół       | Lata                              |
| ------ | ------------------ | --------------------------------- |
| 6      | Janusz Olejniczak  | 1995, 2002 (×2), 2008, 2009, 2018 |
| 6      | Marcin Łukaszewski | 1999, 2002, 2018, 2021, 2024 (×2) |
| 5      | Joanna Domańska    | 1995, 1996, 2008, 2009, 2021      |
| 5      | Rafał Blechacz     | 2005, 2008, 2009, 2011, 2024      |
| 4      | Marek Szlezer      | 2016, 2019, 2022, 2024            |
| 3      | Janusz Wawrowski   | 2008, 2017, 2019                  |
| 3      | Piotr Anderszewski | 1996, 2005, 2011                  |
| 3      | Piotr Sałajczyk    | 2018, 2023, 2024                  |
| 3      | Radosław Sobczak   | 2019, 2020, 2025                  |
| 3      | Wojciech Świtała   | 1996, 2002, 2003                  |